# Donje Ledenice
Donje Ledenice su naseljeno mjesto, entitetskom linijom podijeljeno između općine Pelagićevo, Republika Srpska i općine Gradačac, Federacija Bosne i Hercegovine, BiH.

## Povijest
Donje Ledenice su se do rata nalazile u sastavu općine Gradačac.

## Stanovništvo
| Donje Ledenice     |                |                |                |
| godina popisa      | 1991.          | 1981.          | 1971.          |
| Hrvati             | 1.011 (61,72%) | 1.015 (61,96%) | 1.029 (56,97%) |
| Srbi               | 354 (21,61%)   | 344 (21,00%)   | 283 (15,66%)   |
| Muslimani          | 257 (15,68%)   | 241 (14,71%)   | 477 (26,41%)   |
| Jugoslaveni        | 5 (0,30%)      | 20 (1,22%)     | 10 (0,55%)     |
| ostali i nepoznato | 11 (0,67%)     | 18 (1,09%)     | 7 (0,38%)      |
| ukupno             | 1.638          | 1.638          | 1.806          |